# 織田長孝
織田 長孝（おだ ながたか）は、安土桃山時代から江戸時代初期にかけての武将・大名。美濃国野村藩初代藩主で、織田信長は伯父にあたる。別名は長一。通称は源二郎。官位は従五位下・河内守。

## 生涯
織田長益（有楽）の長男として誕生した。幼名は赤千代。
関ヶ原以前には美濃大野村で500石を領していた。慶長5年（1600年）の関ヶ原の戦いに際し、長益と共に東軍に属する。本戦においては西軍の武将である戸田重政に槍を突き、家来らと共に討ち取るという白兵戦を演じ、また重政の嫡男である戸田内記も討ち取るという武功を挙げた。この時、村正の作である槍を使用しており、戦後検分した徳川家康の指を傷つけたという逸話がある。この武功により美濃大野郡内において1万石の所領を与えられ、野村藩を立藩した。
慶長11年（1606年）7月5日に死去。法号は照巌玄高。
なお、長孝は長益の長男であるものの、生母は正室（平手政秀の娘）ではなく、正室所生の次男・頼長が嫡男であった。そのため、長孝の関ヶ原の功による加増分は長益の所領に含まず、独立し別家となる形で治めることとなった。

## 系譜
正室はいない。子女は4男5女。
- 父：織田長益
- 母：不詳
- 正室：なし
- 生母不明の子女
  - 長男：織田長則
  - 次男：織田長政 - 織部、加賀藩前田家家臣。人持組席次18番、2600石
  - 三男：左京 - 加賀藩の支藩大聖寺藩前田利治に仕え3千石
  - 四男・村井長家 - 初名は長光、加賀藩家臣（人持組頭「加賀八家」）村井長次の養子
  - 女子：不破光昌室
  - 女子：岡田善同正室
  - 女子：木村重成室
  - 女子：津田某室
  - 女子：本多景次[1]正室